# Thousands Cheer
Thousands Cheer is een MGM musicalfilm, dan wel propagandafilm, in technicolor uit 1943, met in de hoofdrollen Kathryn Grayson en Gene Kelly. Het is de eerste film van José Iturbi (en de eerste van drie films waar hij samenspeelt met Kathryn Grayson). 
Het thema van de film is vergelijkbaar met dat van For Me and My Gal (een jaar eerder, ook met Gene Kelly): een Amerikaanse man hoort in tijden van oorlog zijn land te dienen, ook als dat maar als gewoon soldaat is. Daarnaast is dit een kans voor MGM-sterren om zich met korte optredens in te zetten voor het vaderland. 
De film is gebaseerd op het verhaal Private Miss Jones van Paul Jarrico en Richard Collins. Destijds werd de film in Nederland uitgebracht onder de titel Altijd naar mens. De film werd genomineerd voor drie Oscars, maar won er geen.

## Plot
Kathryn Jones is een zangeres die tijdelijk stopt met optreden om tijd met haar vader, kolonel Bill Jones door te brengen: ze gaat met hem mee naar het legerkamp waar hij de hoogste officier is. Ze hoopt dat ze zo haar gescheiden ouders weer terug bij elkaar kan brengen. Op het treinstation wordt ze gezoend door soldaat Eddie Marsh die denkt dat hij haar nooit meer zal tegenkomen na deze korte ontmoeting.
Ze blijken in hetzelfde kamp uit te komen. Eddie vraagt haar uit en neemt haar mee naar een circus, waar hij pocht dat hij ooit een onderdeel was van de trapeze-act. Hij overtuigt haar dat hij beter geschikt is als piloot, waarna ze aanbiedt met haar vader te praten om hem te laten overplaatsen. Eenmaal onderweg terug naar huis, biecht hij op dat hij dit zo gepland had: hij heeft haar gebruikt.
Later realiseert Eddie zich dat hij na overplaatsing Kathryn niet meer kan zien en verandert van mening. Vervolgens vraagt hij haar ten huwelijk. Kathryn is verrast, maar accepteert zijn aanbod, om te trouwen na de oorlog. Haar moeder arriveert echter, met de intentie ze uit elkaar te halen. Eddie is razend als hij hoort dat haar moeder niets met hem te maken wil hebben.
De door Kathryn georganiseerde voorstelling voor de troepen, met tal van sterren, biedt gelegenheid om tot het juiste perspectief te komen.

## Rolbezetting
| Acteur           | Personage           |
| ---------------- | ------------------- |
| Kathryn Grayson  | Kathryn Jones       |
| Gene Kelly       | Eddie Marsh         |
| Mary Astor       | Hyllary Jones       |
| John Boles       | Kolonel Bill Jones  |
| José Iturbi      | José Iturbi         |
| Ben Blue         | Chuck Polansky      |
| Frances Rafferty | Marie Corbino       |
| Mary Elliott     | Helen Corbino       |
| Frank Jenks      | Sergeant Koslack    |
| Frank Sully      | Alan                |
| Dick Simmons     | Kapitein Fred Avery |

### Gastoptredens van
| Acteur           | Personage        |
| ---------------- | ---------------- |
| Mickey Rooney    | Mickey Rooney    |
| Judy Garland     | Judy Garland     |
| Red Skelton      | Red Skelton      |
| Eleanor Powell   | Eleanor Powell   |
| Ann Sothern      | Ann Sothern      |
| Lucille Ball     | Lucille Ball     |
| Virginia O'Brien | Virginia O'Brien |
| Frank Morgan     | Frank Morgan     |
| Lena Horne       | Lena Horne       |
| Marsha Hunt      | Marsha Hunt      |
| Marilyn Maxwell  | winkelbediende   |
| Donna Reed       | winkelklant      |
| Margaret O'Brien | winkelklant      |
| June Allyson     | June Allyson     |
| Gloria DeHaven   | Gloria DeHaven   |
| Don Loper        | Don Loper        |
| Maxine Barrat    | Maxine Barrat    |
| Bob Crosby       | Bob Crosby       |